# Мартін Поллак
Ма́ртін По́ллак (нім. Martin Pollack; 23 травня 1944 — 17 січня 2025) — австрійський письменник, журналіст і перекладач. Займався проблематикою Центральної та Східної Європи, спеціалізувався на східноєвропейській історії.

## Біографія
Позашлюбний син члена НСРПН та штурмбаннфюрера СС Ґергарда Баста, котрий служив в айнзацгрупі в Словаччині, командував зондеркомандою у Варшаві та займався питанням масового винищення євреїв, вбитий при спробі перейти австрійсько-італійський кордон.
Закінчивши гімназію, працював столяром. Пізніше вивчав філологію та історію країн Східної Європи в університетах Відня, Варшави, Югославії. З 1987 почав працювати в журналі Шпігель, був кореспондентом у Відні та Варшаві. З 1998 став вільним літератором. Серед найвідоміших книг Поллака «Смерть у бункері. Історія мого батька», «Отруєні пейзажі» та «Цісар Америки. Велика втеча з Галичини».

## Видання українською
- Мрець у бункері: Історія мого батька / Переклад з німецької Нелі Ваховської. — Чернівці: Книги-XXI, 2014
- Отруєні пейзажі / Переклад Нелі Ваховської. — Чернівці: Книги-XXI, 2015
- Цісар Америки. Велика втеча з Галичини. / Пер. із нім. Л.-П. Стринадюк, Н. Ваховська. Чернівці: Книги-XXI, 2015.
- До Галичини. Про хасидів, гуцулів, поляків і русинів. Уявна мандрівка зниклим світом Східної Галичини та Буковини / Пер. із нім. Н. Ваховська. — Чернівці: Книги-XXI, 2017.
- Топографія пам'яті / Переклад Христини Назаркевич. Львів: видавництво Човен, 2018
- Жінка без гробівця. Розповідь про мою тітку / Переклад Наталки Сняданко. — Львів: Видавництво Старого Лева, 2020